# المجالي

المجالي (أو آل المجالي أو دار المجالي أو بيت المجالي أو عائلة المجالي) هي عائلة سياسية أردنية بارزة، وقد تَمَوْضَع أفراد العائلة في مدينة الكرك الأردنية في سبعينيَّات القرن الثامن عشر على الأقل، وذلك بعد أن هاجروا إليها من مدينة الخليل الفلسطينية. وبقيت العائلة في الكرك لفترات طويلة من الزمن، حيث أنهم خَدَمُوا تحت القيادة العثمانية، ومن بعدها تحت قيادة العائلة الهاشمية التي حكمت الأردن منذ سنة 1921م. وقد تولّى أفراد العائلة مناصبًا عُلْيَا في الحكومة وفي الجيش.

## أسماء مشهورة
- توفيق المجالي (1880-1920م، كان ممثلًا عن الأردن في البرلمان العثماني (المَبْعُوثَان).
- هَزّاع المجالي (1916-1960م)، رئيس وزراء للأردن.
- أيمن هزّاع المجالي (القرن الواحد والعشرون)، نائب رئيس وزراء في الأردن.
- عطيوي المجالي (1950-2015م)، عضو في مجلس النواب الأردني.
- حَابِس المجالي (1914-2001م)، كان قائدًا لأركان الجيش الأردني بِرُتْبَة مُشِير.
- عبد السلام المجالي (وُلِد سنة 1925م)، رئيس وزراء أردني.
- بشير المجالي (وُلِد سنة 1960م)، مُلَازِم وجنرال في الجيش الأردني، وعضو في مجلس وزراء الداخلية العَرَب.
- عبد المجيد المجالي، جنرال في الجيش الأردني، وكان قائدًا أثناء معركة 1967م مع إسرائيل.
- حسين المجالي (وُلِد سنة 1960م)، ملازم وجنرال في الجيش الأردني، وقائد لقوات الأمن العام في الأردن.
- سامر المجالي (القرن الواحد والعشرين)، رجل أعمال أردني.
- رَكَان المَجَالي (القرن الواحد والعشرين)، وزير سابق للاتصالات وشؤون الإعلام في الأردن.